# Marlow, New Hampshire
Marlow är en kommun (town) i Cheshire County i delstaten New Hampshire, USA med cirka 747 invånare (2000).